# Karl Custodis

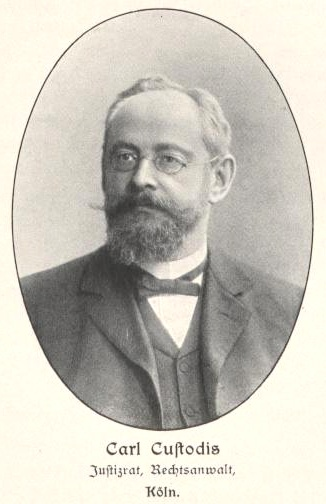
Karl Custodis, 1903

Karl Custodis (* 16. Juli 1844 in Solingen; † 3. Juni 1925 in Bonn) war Jurist und Mitglied des Deutschen Reichstags.

## Leben
Custodis besuchte Privatschule und Gymnasium in Köln und studierte Rechtswissenschaften an den Universitäten Heidelberg und Bonn. 1866 wurde er Auskultator und 1868 Referendar. 1872 bestand er das Staatsexamen und ließ sich als Rechtsanwalt in Köln nieder. Am Krieg gegen Frankreich 1870/71 nahm er als Reserveoffizier teil und wurde mit dem Eisernen Kreuz II. Klasse ausgezeichnet.
Von 1881 bis 1884 war er Mitglied des Deutschen Reichstags für den Wahlkreis Köln-Stadt und die Deutsche Zentrumspartei.